# Teoría Z
En adición a los tipos de motivación (a empleados) de la Teoría X y Teoría Y, nuevo estilo y teoría de la Administración Japonesa se ha vuelto popular.
Teoría Z es el nombre dado también a la llamada "Escuela japonesa" popularizada durante el "boom" económico y con la Teoría Y, la cual asume que el trabajo es natural y debe ser una fuente de satisfacción incentivando las necesidades psicológicas del hombre, la Teoría Z se enfoca en incrementar la apropiación y amor del empleado por la compañía, por medio de un trabajo de por vida, con gran énfasis en el bienestar del empleado, tanto dentro como fuera de su trabajo. De acuerdo al Dr. William Ouchi, su principal defensor, la administración de la Teoría Z tiende a promover los empleos fijos, la alta productividad y alta satisfacción y moral en los empleados.
Esta teoría fue desarrollada por W.J. Reddin en Efectividad Gerencial (19 guías de situaciones) Situación del hombre:
- La razón que lo motiva.
- La interdependencia es el modo principal del hombre de discurso.
- La interacción es la unidad social del hombre de importancia.[1]

Los valores que más se destacan en la Teoría Z son:
- Confianza en la gente: Como se entiende que la gente se va a comportar correctamente, se promueve la confianza en el personal. Por esto los controles no son tan exigentes y se promueve el autocontrol entre los trabajadores.
- Relaciones sociales estrechas: La relación empleado-jefe debe abarcar a toda la persona y no restringirse a una mera relación funcional. (La relación debe ser íntima).
- Atención puesta en las sutilezas de las relaciones humanas: El trato de los jefes con los empleados debe adecuarse a cada empleado en particular. Todas las personas se diferencian entre sí y por lo tanto cada individuo necesita un trato específico.

## La Organización Z
Compañías como IBM, Procter & Gamble y Hewlett-Packard han sido identificadas como organizaciones inspiradas en la Teoría Z, donde sus estrategias y técnicas de gestión son muy diferentes a las prácticas realizadas por el resto de empresas americanas. Lo que hace diferente a las grandes empresas japonesas de las demás es que estas se centran en los recursos humanos. En la mayoría de estas empresas, se consideran los recursos humanos lo más relevante en la búsqueda del éxito a largo plazo. 
Cada una de las compañías tipo Z tiene su propia característica distintiva, aunque todas ellas muestran rasgos importantes similares a las firmas japonesas. Las compañías tipo Z, al igual que las japonesas, optan por ofrecer empleos a largo plazo, de los cuales se requiere mucha práctica y un largo proceso de aprendizaje. Por este motivo, las empresas desean retener a sus empleados después de realizar esta inversión en programas de capacitación para familiarizar a los trabajadores con las condiciones que se instauran dentro de la organización.
En cuanto al comportamiento del personal en este tipo de organizaciones, están plenamente motivados, ya que muchos de sus conocimientos solo se aplican en empresas de este tipo y encontrar un trabajo tan interesante, no les sería tarea fácil.
El desarrollo de carrera que se lleva a cabo en las empresas tipo Z, permite a sus trabajadores recorrer diferentes funciones y departamentos. Este tipo de práctica favorece a la empresa, enfocando las habilidades de los empleados hacia las necesidades específicas de la compañía en cada momento.

### Estrategias de las organizaciones Z
La preocupación por los recursos humanos se manifiesta en tres estrategias interrelacionadas entre sí:
- Empleo a largo plazo: hacer sentir a los empleados que la organización está comprometida con ellos.  El resultado es que, salvo en circunstancias económicas más severas, los empleados tienen la garantía de un empleo estable.
- Filosofía organizacional única: cada empresa japonesa tiene su propia filosofía específica, con una imagen clara de sus objetivos y valores. Un tema importante en estas organizaciones es el fuerte énfasis en la cooperación y el trabajo en equipo, en el cual se hace sentir a todos los miembros parte de una familia, en la que el espíritu de equipo, la cooperación y la consecuente integración están presentes.
- Socialización intensiva: se da mucho énfasis a la integración de nuevos empleados para que se ajusten de la forma más óptima a la organización y así asegurar que este ajuste sea mantenido y mejorado a lo largo de la vida laboral del empleado.

La cultura Z sugiere que las condiciones laborales en las que se presta especial atención a las relaciones humanas no solo aumentan la productividad y los beneficios de la empresa, sino que también aumentan la autoestima de los trabajadores y les ofrece un ambiente social estable para poder dar sentido a su existencia y obtener ayuda para afrontar otros aspectos de su vida.
Según estudios hechos a empresas del tipo Z, las personas con un clima laboral integrado que los respalda, suelen tener mayor éxito en las relaciones interpersonales externas.
La empresa Hewlett-Packard propone que los logros de una organización son el resultado del conjunto de esfuerzos de cada miembro de la misma para alcanzar una serie de objetivos organizativos comunes. Dichos objetivos deben ser realistas y comprendidos por todos los miembros de la organización.
Los requisitos necesarios propuestos para cumplir los objetivos fijados son:
- Seleccionar a personas capaces de realizar las distintas tareas de la organización y proporcionarles formación continua para poder mejorar su talento innato.
- Debe existir entusiasmo en el trabajo en todos los niveles jerárquicos y los directivos deben ser capaces de transmitirlo a los demás.
- Evitar contradicciones entre objetivos para que incrementos en la eficiencia produzcan resultados positivos.

## Los 13 pasos del desarrollo de la Teoría Z en una organización
Todo suele empezar con el interés mostrado por una persona clave que se interesa lo suficiente por la organización, independientemente del riesgo que conlleva tomar la iniciativa y asumir la responsabilidad del proceso.
1. Comprender la organización Z y el papel que se desempeña.
2. Analizar la filosofía empresarial.
3. Definir la filosofía de dirección deseada e involucrar al líder de la compañía.
4. Poner en práctica la filosofía creando tanto estructuras como incentivos.
5. Desarrollar habilidades para las relaciones humanas.
6. Evaluar su propio rendimiento y los resultados del sistema.
7. Involucrar al sindicato.
8. Cómo hacer que el empleo se vuelva más estable.
9. Tomar sus decisiones empleando un proceso lento de evaluación y promoción.
10. Ampliar los horizontes profesionales.
11. Prepararse para implementar la teoría en el primer nivel.
12. Buscar lugares precisos dónde poner en práctica la participación.
13. Permitir el desarrollo de relaciones "integralistas"

## Contraste entre organizaciones Japonesas y NorteAmericanas
| Organizaciones japonesas                | Organizaciones norteamericanas           |
| --------------------------------------- | ---------------------------------------- |
| Empleo de por vida                      | Empleo a corto plazo                     |
| Proceso lento de evaluación y promoción | Proceso rápido de evaluación y promoción |
| Carreras no especializadas              | Carreras especializadas                  |
| Mecanismos implícitos de control        | Mecanismos explícitos de control         |
| Proceso colectivo de toma de decisiones | Proceso individual de toma de decisiones |
| Responsabilidad colectiva               | Responsabilidad individual               |
| Interés "integralista"                  | Interés segmentado                       |